# X-SAMPA
L'Alfabet Fonètic Estès SAM (X-SAMPA) és una variant de SAMPA creada el 1995 per John Christopher Wells, catedràtic de fonètica a la Universitat de Londres. Aquesta variant es va dissenyar amb l'objectiu d'unificar els diferents alfabets SAMPA i estendre'ls per a arribar a cobrir tots els trets que ara cobreix l'Alfabet Fonètic Internacional (AFI).
El resultat ha estat un alfabet fonètic inspirat en el SAMPA que empra els 7 bits del codi ASCII.
- Els símbols de AFI que són lletres minúscules ordinàries tenen el mateix valor en X-SAMPA i en AFI.
- En X-SAMPA s'usa la barra inversa \ com a caràcter de fuita per a crear un nou símbol. Per exemple O és un so diferent de O\, amb el qual no manté cap relació.
- Els diacrítics en X-SAMPA se situen posteriorment al símbol que modifiquen. Exceptat en el cas de ~ per a la nasalització, = per a consonant sil·làbica, i ` pels retroflexes i roticitat. Els diacrítics s'uneixen al símbol que modifiquen mitjançant una línia de subratllament _.
- Els nombres del _1 al _6 s'empren per als diacrítics que denoten el nombre del to en una expressió determinada.

## Lletres minúscules
| X-SAMPA   | AFI | AFI | Descripció                                    | Exemples                                                      |
| --------- | --- | --- | --------------------------------------------- | ------------------------------------------------------------- |
| a         | a   |     | vocal oberta baixa frontal no arrodonida      | francès dame [dam], espanyol pare [paD4i]                     |
| b         | b   |     | oclusiva bilabial sonora                      | anglès bed [bEd], francès bon [bO~]                           |
| b_<       | ɓ   |     | bilabial implosiva sonora                     |                                                               |
| c         | c   |     | palatal oclusiva sorda                        | hongarès latyak [lAcAk]                                       |
| d         | d   |     | oclusiva alveolar sonora                      | anglès dog [dQg], francès doigt [dwa]                         |
| d'        | ɖ   |     | retroflexa oclusiva sonora                    |                                                               |
| d_<       | ɗ   |     | dental/alveolar implosiva sonora              |                                                               |
|           |     |     | vocal frontal, no arrodonida, mig tancada     | francès ses [es]                                              |
| f         | f   |     | labiodental fricativa sorda                   | espanyola fi [fi]                                             |
| g         | g   |     | oclusiva velar sonora                         | anglès go [g@u], francès longue [el~g]                        |
| g_<       | ɠ   |     | velar implosiva sonora                        |                                                               |
| h         | h   |     | glotal fricativa sorda                        | anglès house [haUs]                                           |
| h\        | ɦ   |     | glotal fricativa sonora                       |                                                               |
| i         | i   |     | vocal frontal, tancada, tibant, no arrodonida | espanyol si [si]                                              |
| j         | j   |     | palatal aproximant                            | espanyol hi ha [aj], anglès yes [jEs], francès yeux [j2]      |
| j\        | ʝ   |     | palatal fricativa sonora                      |                                                               |
| k         | k   |     | velar oclusiva sorda                          | espanyol carro [karo]                                         |
|           |     |     | alveolar lateral aproximant                   | espanyol llei [lej]                                           |
| l'        | ɭ   |     | retroflexa lateral aproximant                 |                                                               |
| l\        | ɺ   |     | sonora alveolar lateral vibrant simple        |                                                               |
| m         | m   |     | bilabial nasal                                | espanyol mes [mes]                                            |
| n         | n   |     | alveolar nasal                                | espanyol no [no]                                              |
| n`        | ɳ   |     | retroflexa nasal                              | suec hörn [h2:n`]                                             |
| o         | o   |     | vocal mig tancada, posterior, arrodonida      | espanyol ull [oxo]                                            |
|           |     |     | bilabial oclusiva sorda                       | espanyol gos [però]                                           |
| p\        | φ   |     | bilabial fricativa sorda                      | japonès fu                                                    |
|           |     |     | uvular oclusiva sorda                         |                                                               |
| r         | r   |     | alveolar vibrant múltiple                     | espanyol gos [però]                                           |
| r`        | ɽ   |     | retroflexa vibrant simple                     |                                                               |
| r\        | ɹ   |     | (post-)alveolar aproximant sonora             |                                                               |
| r\`       | ɻ   |     | retroflexa aproximant                         |                                                               |
|           |     |     | alveolar fricativa sorda                      | espanyol sí [si]                                              |
| s'        | ʂ   |     | sorda retroflexa fricativa                    |                                                               |
| s\        | ɕ   |     | alveolopalatal fricativa sorda                |                                                               |
| t         | t   |     | alveolar oclusiva sorda                       | espanyol el teu [el teu]                                      |
| t'        | ʈ   |     | sorda oclusiva retroflexa                     |                                                               |
| o         | o   |     | vocal arrodonida posterior tancada tibant     | espanyol el seu                                               |
|           |     |     | labiodental fricativa sonora                  | anglès vest [vEst], francès voix [vwa]                        |
| v\ (or P) | ʋ   |     | labiodental aproximant                        |                                                               |
| w         | w   |     | labiovelar aproximant                         | espanyol bé [bweno], anglès west [wEst], del francès oui [wi] |
| x         | x   |     | velar fricativa sorda                         | espanyol caixa [kaxa]                                         |
| x\        | ɧ   |     | postalveolar i velar fricativa sorda          |                                                               |
| i         | i   |     | vocal frontal tancada arrodonida tibi         | francès el teu [ty]                                           |
| z         | z   |     | alveolar fricativa sonora                     | anglès zoo [zu:], francès assot [azOt]                        |
| z`        | ʐ   |     | sonora retroflexa fricativa                   |                                                               |
| z\        | ʑ   |     | alveolopalatal fricativa sonora               |                                                               |

## Lletres majúscules
| X-SAMPA   | AFI | AFI | Descripció                                                   | Exemple |
| --------- | --- | --- | ------------------------------------------------------------ | --- |
| A         | ɑ   |     | vocal oberta posterior no arrodonida                         | de l'anglès start [stA:rt] |
| B         | β   |     | bilabial fricativa sonora                                    | |
| B\        | ʙ   |     | bilabial vibrant sonora                                      | evoca la interjecció “brrr” (en sentir esgarrifança)                                                                                         |
| C         | ç   |     | palatal fricativa sorda                                      | alemany ich [iC] o welche [vElC@]; anglès human [Cjum@n] (encara que les transcripcions de l'anglès solguin emprar "[hj]" en lloc de "[çj]") |
| D         | ð   |     | dental fricativa sonora                                      | anglès then [Den] |
|           | ɛ   |     | vocal mig oberta frontal no arrodonida                       | francès même [mEm] |
| F         | ɱ   |     | labiodental nasal                                            | anglès emphasis ["Eff@sis] (en parla ràpida, si no ["Emf@sis])                                                                               |
| G         | γ   |     | velr fricativa sonora                                        | grec gamma |
| G\        | ɢ   |     | uvular oclusiva sonora                                       | |
| G\_<      | ʛ   |     | uvular implosiva sonora                                      | |
| H         | ɥ   |     | semivocal labiopalatal                                       | francès huit [Hi] |
| H\        | ʜ   |     | epiglotal fricativa sorda                                    | |
| I         | ɪ   |     | vocal laxa tancada frontal no arrodonida                     | anglès kit [kIt] |
| I\        |     |     | vocal tancada central laxa no arrodonida, no apareix a l'AFI | |
| J         | ɲ   |     | palatal nasal                                                | espanyol any [all] |
| J\        | ɟ   |     | palatal oclusiva sonora                                      | hongarès egy [EJ\] |
| J\_<      |     |     | palatal implosiva sonora                                     | |
| K         | ɬ   |     | alveolar lateral fricativa sorda                             | galés llaw |
| K\        | ɮ   |     | alveolar lateral fricativa sonora                            | |
|           | ʎ   |     | palatal lateral                                              | espanyol clau [LaBe] (sense ieisme), italià famiglia                                                                                         |
| L\        | ʟ   |     | velar lateral sonora                                         | |
| M         | ɯ   |     | vocal tancada posterior no arrodonida                        | coreà o |
| M\        | ɰ   |     | velar aproximant                                             | espanyol foc [fweM\o] |
|           | ŋ   |     | vetllar nasal                                                | anglès thing [TIN] |
| N\        | ɴ   |     | uvular nasal                                                 | japonès sant [sant\] |
| O         | ɔ   |     | vocal arrodonida mig oberta posterior                        | anglès britànic thought [TO:t] |
| O\        | ʘ   |     | clic bilabial                                                | |
| P (or v\) | ʋ   |     | labiodental aproximant                                       | |
|           | ɒ   |     | vocal oberta posterior arrodonida                            | anglès britànic lot [lQt] |
| R         | ʁ   |     | uvular fricativa sonora                                      | francès roi [Rwa] |
| R\        | ʀ   |     | uvular vibrant sonora                                        | |
|           | ʃ   |     | palatoalveolar fricativa sorda                               | anglès ship [SIp] |
| T         | θ   |     | dental fricativa sorda                                       | espanyol vegada (sense seseo), anglès thin [TIn]                                                                                             |
| O         | ʊ   |     | vocal arrodonida posterior tancada laxa                      | anglès foot [fUt] |
| O\        |     |     | vocal central laxa tancada arrodonida, no apareix a l'AFI    | |
|           | ʌ   |     | vocal mig oberta no arrodonida                               | anglès strut [strVt] |
| W         | ʍ   |     | labial-velar fricativa sorda                                 | escocès when |
| X         | χ   |     | uvular fricativa sorda                                       | galés bach |
| X\        | ħ   |     | farinjal fricativa sorda                                     | àrab ha’ |
| I         | ʏ   |     | vocal laxa tancada frontal arrodonida                        | alemany hübsch [hYpS] |
| Z         | ʒ   |     | palatoalveolar fricativa sonora                              | anglès measure ["mEZ.O@] |

## Altres símbols
| X-SAMPA   | AFI | AFI | Descripció                                     | Exemple                                                             |
| --------- | --- | --- | ---------------------------------------------- | ------------------------------------------------------------------- |
| .         |     |     | trencament sil·làbic                           |                                                                     |
| "         | ˈ   |     | accent primari                                 |                                                                     |
| %         | ˌ   |     | accent secundari                               |                                                                     |
| &         | ɶ   |     | vocal oberta frontal arrodonida                | danès drømme                                                        |
| ' (or _j) | ʲ   |     | palatalitzada                                  |                                                                     |
| *         |     |     | símbol indefinit, SAMPA's “conjunctor”         |                                                                     |
| -         |     |     | separador                                      |                                                                     |
| /         |     |     | indeterminació en vocals franceses             |                                                                     |
| {         | æ   |     | vocal frontal no arrodonida gairebé oberta     | anglès trap [tr{p]                                                  |
| }         | ʉ   |     | vocal tancada central arrodonida               | suec sju                                                            |
| 1         | ɨ   |     | vocal tancada central no arrodonida            | galés el teu                                                        |
| 2         | ø   |     | vocal mig tancada, frontal, arrodonida         | francès deux [d2]                                                   |
| 3         | ɜ   |     | vocal central llarga                           | anglès britànic nurse [n3:s]                                        |
| 3\        | ɞ   |     | vocal mig oberta, central, arrodonida          |                                                                     |
| 4         | ɾ   |     | alveolar vibrant simple                        | espanyol però; anglès nord-americà better                           |
| 5         | ɫ   |     | dark l; vegeu també _i                         | de l'anglès milk [la meva5k]                                        |
| 6         | ɐ   |     | schwa oberta                                   | de l'alemany besser [bes6]                                          |
| 7         | ɤ   |     | vocal no-arrodonida mig tancada posterior      |                                                                     |
| 8         | ɵ   |     | vocal no-arrodonida mig tancada central        | del suec buss                                                       |
| 9         | œ   |     | vocal arrodonida frontal mig oberta            | francès neuf [n9f]                                                  |
| :         | ː   |     | llarga                                         |                                                                     |
| :\        | ˑ   |     | mitjà llarga                                   | l'estonià destria tres extensions vocàliques diferents              |
| <         |     |     | començ de notació no segmental (ex.: SAMPROSA) |                                                                     |
| <\        | ʢ   |     | epiglotal fricativa sonora                     |                                                                     |
| >         |     |     | fi de notació no segmental                     |                                                                     |
| >\        | ʡ   |     | epiglotal oclusiva                             |                                                                     |
| ?         | ʔ   |     | aturada glotal                                 | alemany Verein [fe6?aIn], també del danès stød                      |
| ?\        | ʕ   |     | farinjal fricativa sonora                      | de l'àrab ‘ayn                                                      |
| @         | ə   |     | schwa                                          | de l'anglès banana [b@"nA:n@] (britànic) [b@"n{n@] (nord-americana) |
| @\        | ɘ   |     | vocal central mig tancada no arrodonida        |                                                                     |
| ^         | ↑   |     | upstep                                         |                                                                     |
| !         | ↓   |     | downstep                                       |                                                                     |
| !\        | ǃ   |     | retroflexe clic                                |                                                                     |
|           |     |     | minor (foot) group                             |                                                                     |
| \         | ǀ   |     | clic dental                                    |                                                                     |
|           |     |     |                                                | major (intonation) group                                            |
| \\|\      | ǁ   |     | clic lateral                                   |                                                                     |
| =\        | ǂ   |     | clic alveolar                                  |                                                                     |
| -\        | ̮    |     | linking mark                                   |                                                                     |

## Diacrítics
| X-SAMPA   | AFI | AFI | Descripció |
| --------- | --- | --- | --- |
| _"        | ¨   |     | centralitzada |
| _+        | ˖   |     | avançada |
| _-        | ˗   |     | retreta |
| _/        | ˇ   |     | ascendent |
| _0        | ̥    |     | sorda |
| _<        |     |     | implosiva |
| = (or _=) | ̩    |     | sil·làbica |
| _>        | ʼ   |     | ejectiva |
| _?\       | ˤ   |     | farinjalitzada |
| _\        | ˆ   |     | to descendent |
| _^        | ̯    |     | no sil·làbica |
| _}        | ̚    |     | realització inaudible |
| `         | ˞   |     | roticidad en vocals, retroflexió en consonants (AFI utilitza diferents símbols per a consonants, vegeu t' com a exemple) |
| ~ (or _~) | ~   |     | nasalització |
| _A        | ̘    |     | arrel de la llengua avançada                                                                                             |
| _a        | ̺    |     | apical |
| _B        | ̏    |     | to extra baix |
| _B_       |     |     | to baix ascendent |
| _c        | ̜    |     | poc arrodonit |
| _d        | ̪    |     | dental |
| _         | ~   |     | velaritzat o farinjalitzat; vegeu també 5                                                                                |
| <F>       |     |     | caiguda global |
| _F        | ^   |     | to descendent |
| _G        | ˠ   |     | velaritzat |
| _H        | ˊ   |     | to alt |
| _H_T      |     |     | to alt ascendent |
| _h        | ʰ   |     | aspirada |
| _j (or ') | ʲ   |     | palatalitzada |
| _k        | ̰    |     | veu xerricant |
| _         | `   |     | to baix |
| _         | ˡ   |     | lateral |
| _M        | ¯   |     | to mitjà |
| _m        | ̻    |     | laminal |
| _         | ̼    |     | linguolabial |
| _n        | n   |     | nasal |
| _O        | ̹    |     | arrodonit |
| _o        | ˕   |     | descendit |
| _         | ̙    |     | arrel de la llengua retreta                                                                                              |
| <R>       |     |     | ascensió global |
| _R        | ˇ   |     | to ascendent |
| _R_F      |     |     | to ascendent descendent                                                                                                  |
| _r        | ˔   |     | ascendit |
| _T        | ˝   |     | to extra alt |
| _t        | ̤    |     | veu velada |
| _         | ˬ   |     | sonora |
| _w        | ʷ   |     | labialitzada |
| _X        | ˘   |     | extra breu |
| _x        | ˟   |     | mig centralitzada |